# Antares (tên lửa)
Antares, được biết đến trong giai đoạn triển khai ban đầu với tên gọi là Taurus II, là một hệ thống khởi động có thể phá hủy được, được phát triển bởi Orbital Sciences Corporation. Có thể mang vật trọng tải nặng hơn 5.000 kg (11.000 lb) vào quỹ đạo thấp Trái đất. Tên lửa này thực hiện chuyến bay đầu tiên của mình vào ngày 21 tháng 4 năm 2013. Được thiết kế để phóng tàu vũ trụ Cygnus lên Trạm vũ trụ quốc tế như là một phần của các chương trình COTS và các CRS của NASA, Antares là tên lửa lớn nhất vận hành bởi Orbital Sciences.